# Provincia Phichit
Phichit (în thailandeză พิจิตร) este o provincie (changwat) din Thailanda. Situată în regiunea de Nord, provincia Phichit are în componența sa 12 districte (amphoe), 89 de sub-districte (tambon) și 852 de sate (muban). 
Cu o populație de 553.877 de locuitori și o suprafață totală de 4.531,0 km2, Phichit este a 44-a provincie din Thailanda ca mărime după numărul populației și a 47-a după mărimea suprafeței.